# جابر محمد الشراخ
جابر محمد علي الشراخ هو شاعر وأديب يمني، ولد عام 1957 في مدينة الحديدة. تلقى تعليمه في مدينته، حصل على دبلوم عالي في مجال الإدارة وفي عام 2001 ترأس اتحاد الأدباء والكتاب اليمنيين فرع الحديدة. كتب القصيدة العامية والفصحى والغنائية. وثقت بعض أغانيه في التلفزيون والإذاعة، تغنى بأشعاره العديد من الفنانين وصدرت له مجموعتان شعريتان «اشتعالات في زمن الشتاء» وأخرى «آخر كلام».